# معهد هارفارد رادكليف
معهد رادكليف للدراسات المتقدمة بجامعة هارفارد (بالإنجليزية: Radcliffe Institute for Advanced Study at Harvard University)‏ - المعروف أيضًا باسم معهد هارفارد رادكليف (بالإنجليزية: Harvard Radcliffe Institute)‏ - هو جزء من جامعة هارفارد يعزز البحث متعدد التخصصات في العلوم الإنسانية والعلوم والعلوم الاجتماعية والفنون والمهن. وهي المؤسسة التي خلفت كلية رادكليف السابقة، وهي في الأصل كلية نسائية مرتبطة بهارفارد.